# Campeonato de Primera D 2014
El Campeonato de Primera D «Osvaldo Guerra» 2014 fue la sexagésima quinta edición del torneo, quinta división del fútbol argentino en el orden de los clubes directamente afiliados a la AFA. Su inicio estaba programado para el día 3 de agosto, pero se postergó una semana por el fallecimiento del presidente en ejercicio de Asociación del Fútbol Argentino, Julio Grondona, acaecido el 30 de julio. Lo disputaron 18 equipos, y finalizó el 13 de diciembre.
En 2015, las competencias de los torneos superiores de la Asociación del Fútbol Argentino se desarrollaron durante el año calendario, mientras que el número de participantes del campeonato de Primera División fue aumentado a 30.  Como consecuencia de ello, este certamen tuvo características especiales, ya que no consagró campeón, tres equipos ascendieron al Campeonato de Primera C 2015 y no se le suspendió la afiliación a ninguno.

## Ascensos y descensos
| Promedio | Desafiliado en la temporada 2013-14 |
| -------- | ----------------------------------- |
| 18.º     | Deportivo Paraguayo                 |

| Reafiliado   |
| ------------ |
| Puerto Nuevo |

| Posición | Ascendidos a la Primera C 2014 |
| -------- | ------------------------------ |
| 1.º      | Deportivo Riestra              |
| 4.º      | Juventud Unida                 |

| Promedio | Descendidos de la Primera C 2013-14 |
| -------- | ----------------------------------- |
| 19.º     | Ituzaingó                           |
| 20.º     | Liniers                             |

## Equipos participantes
| Equipo               | Ciudad            | Estadio                    | Capacidad |
| -------------------- | ----------------- | -------------------------- | --------- |
| Argentino de Rosario | Rosario           | José Martín Olaeta         | 10.000    |
| Atlas                | General Rodríguez | Ricardo Puga               | 2500      |
| Cañuelas             | Cañuelas          | Jorge Alfredo Arín         | 2000      |
| Central Ballester    | José León Suárez  | No posee                   | -         |
| Centro Español       | Villa Sarmiento   | No posee                   | -         |
| Claypole             | Claypole          | Rodolfo Vicente Capocasa   | 1000      |
| El Porvenir          | Gerli             | Gildo Francisco Ghersinich | 14.000    |
| Ituzaingó            | Ituzaingó         | Ituzaingó                  | 5000      |
| Leandro N. Alem      | General Rodríguez | Leandro N. Alem            | 4000      |
| Liniers              | San Justo         | Juan Antonio Arias         | 5000      |
| Lugano               | Tapiales          | José María Moraños         | 1500      |
| Muñiz                | Muñiz             | No posee                   | -         |
| Puerto Nuevo         | Campana           | Rubén Carlos Vallejos      | 500       |
| San Martín           | Burzaco           | Francisco Boga             | 3000      |
| San Miguel           | Los Polvorines    | Malvinas Argentinas        | 6800      |
| Sportivo Barracas    | Buenos Aires      | No posee                   | -         |
| Victoriano Arenas    | Valentín Alsina   | Saturnino Moure            | 1500      |
| Yupanqui             | Buenos Aires      | No posee                   | -         |

### Distribución geográfica de los equipos
| Región                                   | Cant. | Equipos |
| ---------------------------------------- | ----- | --- |
| Conurbano bonaerense                     | 10    | Central Ballester, Centro Español, Claypole, El Porvenir, Ituzaingó, Liniers, Muñiz, San Martín (B), San Miguel y Victoriano Arenas |
| Interior de la provincia de Buenos Aires | 4     | Atlas, Cañuelas, Leandro N. Alem y Puerto Nuevo                                                                                     |
| Ciudad de Buenos Aires                   | 3     | Lugano, Sportivo Barracas y Yupanqui                                                                                                |
| Ciudad de Rosario                        | 1     | Argentino |

## Formato

### Competición
Se dividió a los participantes en dos grupos de 9, por sorteo. En cada uno se disputaron dos rondas por el sistema de todos contra todos.

### Ascensos
El campeonato otorgó tres ascensos. Los equipos que finalizaron en la primera posición en cada zona ascendieron directamente a la Primera C. Los ubicados en el 2.º y 3.º lugar de cada una de ellas participaron de un torneo reducido. Segundos y terceros se cruzaron entre sí en semifinales, y los ganadores de ambas llaves se enfrentaron en la final. Ambas instancias fueron a doble partido. El ganador obtuvo el tercer ascenso.
Al finalizar la fase regular del campeonato, los equipos que igualaron en puntos en la primera posición de la zona A disputaron un partido de desempate, en los términos del art. 111 del Reglamento General de AFA.

### Desafiliación temporaria
No hubo en esta temporada.

## Zona A

### Tabla de posiciones final
| Pos | Equipo            | Pts | PJ | PG | PE | PP | GF | GC | Dif |
| --- | ----------------- | --- | -- | -- | -- | -- | -- | -- | --- |
| 1.º | Cañuelas          | 32  | 16 | 10 | 2  | 4  | 27 | 10 | 17  |
| 2.º | Sportivo Barracas | 32  | 16 | 10 | 2  | 4  | 29 | 15 | 14  |
| 3.º | Leandro N. Alem   | 28  | 16 | 7  | 7  | 2  | 17 | 7  | 10  |
| 4.º | El Porvenir       | 26  | 16 | 7  | 5  | 4  | 33 | 15 | 18  |
| 5.º | Lugano            | 24  | 16 | 7  | 3  | 6  | 16 | 24 | -8  |
| 6.º | Central Ballester | 18  | 16 | 5  | 3  | 8  | 14 | 29 | -15 |
| 7.º | Puerto Nuevo      | 15  | 16 | 4  | 3  | 9  | 23 | 34 | -11 |
| 8.º | Claypole          | 13  | 16 | 3  | 4  | 9  | 9  | 18 | -9  |
| 9.º | Yupanqui          | 11  | 16 | 2  | 5  | 9  | 6  | 22 | -16 |

|  |

|  |                                                                                             |
|  | Ascendió a la Primera C                                                                     |
|  | Perdió el desempate del primer puesto y participó del torneo reducido por el tercer ascenso |
|  | Participó del torneo reducido por el tercer ascenso                                         |

#### Evolución de las posiciones
| Equipo / Jornada  |      |      |      |      |      |      |      |      |      |      |      |      |      |      |      |      |      |      |
| Equipo / Jornada  | 01   | 02   | 03   | 04   | 05   | 06   | 07   | 08   | 09   | 10   | 11   | 12   | 13   | 14   | 15   | 16   | 17   | 18   |
| ----------------- | ---- | ---- | ---- | ---- | ---- | ---- | ---- | ---- | ---- | ---- | ---- | ---- | ---- | ---- | ---- | ---- | ---- | ---- |
| Lugano            | 03.º | 01.º | 01.º | 02.º | 03.º | 04.º | 06.º | 07.º | 05.º | 06.º | 05.º | 05.º | 05.º | 05.º | 07.º | 05.º | 05.º | 05.º |
| Cañuelas          | 09.º | 05.º | 05.º | 06.º | 04.º | 02.º | 03.º | 02.º | 03.º | 02.º | 02.º | 01.º | 02.º | 02.º | 02.º | 01.º | 01.º | 01.º |
| Claypole          | 01.º | 04.º | 06.º | 04.º | 05.º | 05.º | 05.º | 06.º | 07.º | 05.º | 06.º | 07.º | 07.º | 08.º | 08.º | 08.º | 08.º | 08.º |
| Central Ballester | 07.º | 07.º | 08.º | 08.º | 09.º | 09.º | 09.º | 09.º | 09.º | 09.º | 09.º | 09.º | 08.º | 07.º | 06.º | 07.º | 07.º | 06.º |
| El Porvenir       | 08.º | 09.º | 09.º | 09.º | 08.º | 08.º | 07.º | 04.º | 02.º | 04.º | 04.º | 04.º | 04.º | 04.º | 04.º | 04.º | 03.º | 04.º |
| Leandro N. Alem   | 02.º | 03.º | 03.º | 05.º | 02.º | 01.º | 01.º | 01.º | 01.º | 01.º | 01.º | 03.º | 03.º | 03.º | 03.º | 03.º | 04.º | 03.º |
| Puerto Nuevo      | 06.º | 08.º | 07.º | 03.º | 06.º | 06.º | 04.º | 05.º | 06.º | 07.º | 07.º | 06.º | 06.º | 06.º | 05.º | 06.º | 06.º | 07.º |
| Sportivo Barracas | 06.º | 06.º | 02.º | 01.º | 01.º | 03.º | 02.º | 03.º | 04.º | 03.º | 03.º | 02.º | 01.º | 01.º | 01.º | 02.º | 02.º | 02.º |
| Yupanqui          | 03.º | 02.º | 04.º | 07.º | 07.º | 07.º | 08.º | 08.º | 08.º | 08.º | 08.º | 08.º | 09.º | 09.º | 09.º | 09.º | 09.º | 09.º |

| 1. |

### Resultados
| Fecha 1                  | Fecha 1   | Fecha 1           | Fecha 1                       | Fecha 1      | Fecha 1 | Fecha 1 | Fecha 1 | Fecha 1 | Fecha 1 | Fecha 1 | Fecha 1 |
| Local                    | Resultado | Visitante         | Estadio                       | Fecha        | Hora    |         |         |         |         |         |         |
| ------------------------ | --------- | ----------------- | ----------------------------- | ------------ | ------- | ------- | ------- | ------- | ------- | ------- | ------- |
| Leandro N. Alem          | 2 - 0     | Cañuelas          | Carlos Barraza                | 10 de agosto | 15:30   |         |         |         |         |         |         |
| Lugano                   | 1 - 0     | Sportivo Barracas | José María Moraños            | 10 de agosto | 15:30   |         |         |         |         |         |         |
| El Porvenir              | 1 - 3     | Claypole          | Gildo Francisco Ghersinich    | 11 de agosto | 14:00   |         |         |         |         |         |         |
| Puerto Nuevo             | 0 - 1     | Yupanqui          | El Coliseo de Mitre y Puccini | 13 de agosto | 15:30   |         |         |         |         |         |         |
| Libre: Central Ballester |           |                   |                               |              |         |         |         |         |         |         |         |

| Fecha 2                | Fecha 2   | Fecha 2           | Fecha 2             | Fecha 2      | Fecha 2 | Fecha 2 | Fecha 2 | Fecha 2 | Fecha 2 | Fecha 2 | Fecha 2 |
| Local                  | Resultado | Visitante         | Estadio             | Fecha        | Hora    |         |         |         |         |         |         |
| ---------------------- | --------- | ----------------- | ------------------- | ------------ | ------- | ------- | ------- | ------- | ------- | ------- | ------- |
| Claypole               | 0 - 2     | Lugano            | José María Moraños  | 15 de agosto | 15:30   |         |         |         |         |         |         |
| Cañuelas               | 2 - 0     | El Porvenir       | José Alfredo Arín   | 16 de agosto | 12:15   |         |         |         |         |         |         |
| Sportivo Barracas      | 2 - 1     | Puerto Nuevo      | República de Italia | 17 de agosto | 15:30   |         |         |         |         |         |         |
| Yupanqui               | 0 - 0     | Central Ballester | Juan Antonio Arias  | 17 de agosto | 15:30   |         |         |         |         |         |         |
| Libre: Leandro N. Alem |           |                   |                     |              |         |         |         |         |         |         |         |

| Fecha 3           | Fecha 3   | Fecha 3           | Fecha 3                       | Fecha 3      | Fecha 3 | Fecha 3 | Fecha 3 | Fecha 3 | Fecha 3 | Fecha 3 | Fecha 3 |
| Local             | Resultado | Visitante         | Estadio                       | Fecha        | Hora    |         |         |         |         |         |         |
| ----------------- | --------- | ----------------- | ----------------------------- | ------------ | ------- | ------- | ------- | ------- | ------- | ------- | ------- |
| El Porvenir       | 1 - 1     | Leandro N. Alem   | Gildo Francisco Ghersinich    | 20 de agosto | 14:00   |         |         |         |         |         |         |
| Puerto Nuevo      | 2 - 1     | Claypole          | El Coliseo de Mitre y Puccini | 20 de agosto | 15:30   |         |         |         |         |         |         |
| Lugano            | 2 - 2     | Cañuelas          | José María Moraños            | 20 de agosto | 15:30   |         |         |         |         |         |         |
| Central Ballester | 1 - 3     | Sportivo Barracas | Colegiales                    | 20 de agosto | 15:30   |         |         |         |         |         |         |
| Libre: Yupanqui   |           |                   |                               |              |         |         |         |         |         |         |         |

| Fecha 4            | Fecha 4   | Fecha 4           | Fecha 4             | Fecha 4      | Fecha 4 | Fecha 4 | Fecha 4 | Fecha 4 | Fecha 4 | Fecha 4 | Fecha 4 |
| Local              | Resultado | Visitante         | Estadio             | Fecha        | Hora    |         |         |         |         |         |         |
| ------------------ | --------- | ----------------- | ------------------- | ------------ | ------- | ------- | ------- | ------- | ------- | ------- | ------- |
| Sportivo Barracas  | 2 - 0     | Yupanqui          | República de Italia | 23 de agosto | 11:00   |         |         |         |         |         |         |
| Leandro N. Alem    | 0 - 0     | Lugano            | Carlos Barraza      | 23 de agosto | 15:30   |         |         |         |         |         |         |
| Cañuelas           | 2 - 3     | Puerto Nuevo      | José Alfredo Arín   | 23 de agosto | 15:30   |         |         |         |         |         |         |
| Claypole           | 1 - 0     | Central Ballester | José María Moraños  | 24 de agosto | 12:00   |         |         |         |         |         |         |
| Libre: El Porvenir |           |                   |                     |              |         |         |         |         |         |         |         |

| Fecha 5                  | Fecha 5   | Fecha 5         | Fecha 5                       | Fecha 5         | Fecha 5 | Fecha 5 | Fecha 5 | Fecha 5 | Fecha 5 | Fecha 5 | Fecha 5 |
| Local                    | Resultado | Visitante       | Estadio                       | Fecha           | Hora    |         |         |         |         |         |         |
| ------------------------ | --------- | --------------- | ----------------------------- | --------------- | ------- | ------- | ------- | ------- | ------- | ------- | ------- |
| Puerto Nuevo             | 0 - 2     | Leandro N. Alem | El Coliseo de Mitre y Puccini | 26 de agosto    | 15:30   |         |         |         |         |         |         |
| Central Ballester        | 2 - 5     | Cañuelas        | Colegiales                    | 27 de agosto    | 15:30   |         |         |         |         |         |         |
| Yupanqui                 | 0 - 0     | Claypole        | Juan Antonio Arias            | 27 de agosto    | 15:30   |         |         |         |         |         |         |
| Lugano                   | 0 - 4     | El Porvenir     | José María Moraños            | 2 de septiembre | 15:30   |         |         |         |         |         |         |
| Libre: Sportivo Barracas |           |                 |                               |                 |         |         |         |         |         |         |         |

| Fecha 6         | Fecha 6   | Fecha 6           | Fecha 6                    | Fecha 6      | Fecha 6 | Fecha 6 | Fecha 6 | Fecha 6 | Fecha 6 | Fecha 6 | Fecha 6 |
| Local           | Resultado | Visitante         | Estadio                    | Fecha        | Hora    |         |         |         |         |         |         |
| --------------- | --------- | ----------------- | -------------------------- | ------------ | ------- | ------- | ------- | ------- | ------- | ------- | ------- |
| El Porvenir     | 5 - 1     | Puerto Nuevo      | Gildo Francisco Ghersinich | 29 de agosto | 13:00   |         |         |         |         |         |         |
| Cañuelas        | 3 - 1     | Yupanqui          | José Alfredo Arín          | 30 de agosto | 15:30   |         |         |         |         |         |         |
| Leandro N. Alem | 1 - 0     | Central Ballester | Carlos Barraza             | 30 de agosto | 15:30   |         |         |         |         |         |         |
| Claypole        | 0 - 0     | Sportivo Barracas | José María Moraños         | 31 de agosto | 15:30   |         |         |         |         |         |         |
| Libre: Lugano   |           |                   |                            |              |         |         |         |         |         |         |         |

| Fecha 7           | Fecha 7   | Fecha 7         | Fecha 7                       | Fecha 7         | Fecha 7 | Fecha 7 | Fecha 7 | Fecha 7 | Fecha 7 | Fecha 7 | Fecha 7 |
| Local             | Resultado | Visitante       | Estadio                       | Fecha           | Hora    |         |         |         |         |         |         |
| ----------------- | --------- | --------------- | ----------------------------- | --------------- | ------- | ------- | ------- | ------- | ------- | ------- | ------- |
| Yupanqui          | 0 - 2     | Leandro N. Alem | Juan Antonio Arias            | 6 de septiembre | 15:30   |         |         |         |         |         |         |
| Sportivo Barracas | 1 - 0     | Cañuelas        | República de Italia           | 6 de septiembre | 20:00   |         |         |         |         |         |         |
| Central Ballester | 0 - 3     | El Porvenir     | Colegiales                    | 7 de septiembre | 15:30   |         |         |         |         |         |         |
| Puerto Nuevo      | 6 - 2     | Lugano          | El Coliseo de Mitre y Puccini | 7 de septiembre | 15:30   |         |         |         |         |         |         |
| Libre: Claypole   |           |                 |                               |                 |         |         |         |         |         |         |         |

| Fecha 8             | Fecha 8   | Fecha 8           | Fecha 8                    | Fecha 8          | Fecha 8 | Fecha 8 | Fecha 8 | Fecha 8 | Fecha 8 | Fecha 8 | Fecha 8 |
| Local               | Resultado | Visitante         | Estadio                    | Fecha            | Hora    |         |         |         |         |         |         |
| ------------------- | --------- | ----------------- | -------------------------- | ---------------- | ------- | ------- | ------- | ------- | ------- | ------- | ------- |
| Cañuelas            | 1 - 0     | Claypole          | José Alfredo Arín          | 12 de septiembre | 15:30   |         |         |         |         |         |         |
| El Porvenir         | 1 - 1     | Yupanqui          | Gildo Francisco Ghersinich | 12 de septiembre | 20:10   |         |         |         |         |         |         |
| Lugano              | 0 - 1     | Central Ballester | José María Moraños         | 13 de septiembre | 15:30   |         |         |         |         |         |         |
| Leandro N. Alem     | 3 - 2     | Sportivo Barracas | Argentino de Merlo         | 14 de septiembre | 11:00   |         |         |         |         |         |         |
| Libre: Puerto Nuevo |           |                   |                            |                  |         |         |         |         |         |         |         |

| Fecha 9           | Fecha 9   | Fecha 9         | Fecha 9             | Fecha 9          | Fecha 9 | Fecha 9 | Fecha 9 | Fecha 9 | Fecha 9 | Fecha 9 | Fecha 9 |
| Local             | Resultado | Visitante       | Estadio             | Fecha            | Hora    |         |         |         |         |         |         |
| ----------------- | --------- | --------------- | ------------------- | ---------------- | ------- | ------- | ------- | ------- | ------- | ------- | ------- |
| Central Ballester | 0 - 0     | Puerto Nuevo    | Colegiales          | 20 de septiembre | 15:30   |         |         |         |         |         |         |
| Yupanqui          | 0 - 2     | Lugano          | Juan Antonio Arias  | 20 de septiembre | 15:30   |         |         |         |         |         |         |
| Sportivo Barracas | 0 - 1     | El Porvenir     | República de Italia | 22 de septiembre | 15:30   |         |         |         |         |         |         |
| Claypole          | 0 - 0     | Leandro N. Alem | José María Moraños  | 22 de septiembre | 15:30   |         |         |         |         |         |         |
| Libre: Cañuelas   |           |                 |                     |                  |         |         |         |         |         |         |         |

| Fecha 10                 | Fecha 10  | Fecha 10        | Fecha 10            | Fecha 10         | Fecha 10 | Fecha 10 | Fecha 10 | Fecha 10 | Fecha 10 | Fecha 10 | Fecha 10 |
| Local                    | Resultado | Visitante       | Estadio             | Fecha            | Hora     |          |          |          |          |          |          |
| ------------------------ | --------- | --------------- | ------------------- | ---------------- | -------- | -------- | -------- | -------- | -------- | -------- | -------- |
| Yupanqui                 | 2 - 1     | Puerto Nuevo    | Juan Antonio Arias  | 27 de septiembre | 11:00    |          |          |          |          |          |          |
| Cañuelas                 | 2 - 0     | Leandro N. Alem | Jose Alfredo Arín   | 27 de septiembre | 15:30    |          |          |          |          |          |          |
| Sportivo Barracas        | 2 - 1     | Lugano          | República de Italia | 28 de septiembre | 15:30    |          |          |          |          |          |          |
| Claypole                 | 1 - 0     | El Porvenir     | José María Moraños  | 29 de septiembre | 15:30    |          |          |          |          |          |          |
| Libre: Central Ballester |           |                 |                     |                  |          |          |          |          |          |          |          |

| Fecha 11               | Fecha 11  | Fecha 11          | Fecha 11                   | Fecha 11      | Fecha 11 | Fecha 11 | Fecha 11 | Fecha 11 | Fecha 11 | Fecha 11 | Fecha 11 |
| Local                  | Resultado | Visitante         | Estadio                    | Fecha         | Hora     |          |          |          |          |          |          |
| ---------------------- | --------- | ----------------- | -------------------------- | ------------- | -------- | -------- | -------- | -------- | -------- | -------- | -------- |
| El Porvenir            | 1 - 1     | Cañuelas          | Gildo Francisco Ghersinich | 4 de octubre  | 14:00    |          |          |          |          |          |          |
| Lugano                 | 1 - 0     | Claypole          | José María Moraños         | 4 de octubre  | 15:30    |          |          |          |          |          |          |
| Central Ballester      | 2 - 1     | Yupanqui          | Colegiales                 | 5 de octubre  | 11:05    |          |          |          |          |          |          |
| Puerto Nuevo           | 0 - 0     | Sportivo Barracas | Rubén Carlos Vallejos      | 15 de octubre | 15:30    |          |          |          |          |          |          |
| Libre: Leandro N. Alem |           |                   |                            |               |          |          |          |          |          |          |          |

| Fecha 12          | Fecha 12  | Fecha 12          | Fecha 12            | Fecha 12     | Fecha 12 | Fecha 12 | Fecha 12 | Fecha 12 | Fecha 12 | Fecha 12 | Fecha 12 |
| Local             | Resultado | Visitante         | Estadio             | Fecha        | Hora     |          |          |          |          |          |          |
| ----------------- | --------- | ----------------- | ------------------- | ------------ | -------- | -------- | -------- | -------- | -------- | -------- | -------- |
| Leandro N. Alem   | 0 - 0     | El Porvenir       | Carlos Barraza      | 8 de octubre | 15:30    |          |          |          |          |          |          |
| Sportivo Barracas | 7 - 0     | Central Ballester | República de Italia | 8 de octubre | 15:30    |          |          |          |          |          |          |
| Cañuelas          | 5 - 0     | Lugano            | Jose Alfredo Arín   | 8 de octubre | 15:30    |          |          |          |          |          |          |
| Claypole          | 2 - 3     | Puerto Nuevo      | Saturnino Moure     | 8 de octubre | 15:30    |          |          |          |          |          |          |
| Libre: Yupanqui   |           |                   |                     |              |          |          |          |          |          |          |          |

| Fecha 13           | Fecha 13  | Fecha 13          | Fecha 13              | Fecha 13      | Fecha 13 | Fecha 13 | Fecha 13 | Fecha 13 | Fecha 13 | Fecha 13 | Fecha 13 |
| Local              | Resultado | Visitante         | Estadio               | Fecha         | Hora     |          |          |          |          |          |          |
| ------------------ | --------- | ----------------- | --------------------- | ------------- | -------- | -------- | -------- | -------- | -------- | -------- | -------- |
| Yupanqui           | 0 - 2     | Sportivo Barracas | Juan Antonio Arias    | 11 de octubre | 11:00    |          |          |          |          |          |          |
| Lugano             | 0 - 0     | Leandro N. Alem   | José María Moraños    | 12 de octubre | 11:00    |          |          |          |          |          |          |
| Puerto Nuevo       | 1 - 2     | Cañuelas          | Rubén Carlos Vallejos | 12 de octubre | 13:00    |          |          |          |          |          |          |
| Central Ballester  | 2 - 1     | Claypole          | Colegiales            | 12 de octubre | 15:30    |          |          |          |          |          |          |
| Libre: El Porvenir |           |                   |                       |               |          |          |          |          |          |          |          |

| Fecha 14                 | Fecha 14  | Fecha 14          | Fecha 14                   | Fecha 14      | Fecha 14 | Fecha 14 | Fecha 14 | Fecha 14 | Fecha 14 | Fecha 14 | Fecha 14 |
| Local                    | Resultado | Visitante         | Estadio                    | Fecha         | Hora     |          |          |          |          |          |          |
| ------------------------ | --------- | ----------------- | -------------------------- | ------------- | -------- | -------- | -------- | -------- | -------- | -------- | -------- |
| El Porvenir              | 4 - 0     | Lugano            | Gildo Francisco Ghersinich | 18 de octubre | 11:00    |          |          |          |          |          |          |
| Cañuelas                 | 0 - 2     | Central Ballester | Jose Alfredo Arín          | 18 de octubre | 15:30    |          |          |          |          |          |          |
| Claypole                 | 0 - 0     | Yupanqui          | José María Moraños         | 18 de octubre | 15:30    |          |          |          |          |          |          |
| Leandro N. Alem          | 5 - 1     | Puerto Nuevo      | Carlos Barraza             | 19 de octubre | 11:10    |          |          |          |          |          |          |
| Libre: Sportivo Barracas |           |                   |                            |               |          |          |          |          |          |          |          |

| Fecha 15          | Fecha 15  | Fecha 15        | Fecha 15              | Fecha 15      | Fecha 15 | Fecha 15 | Fecha 15 | Fecha 15 | Fecha 15 | Fecha 15 | Fecha 15 |
| Local             | Resultado | Visitante       | Estadio               | Fecha         | Hora     |          |          |          |          |          |          |
| ----------------- | --------- | --------------- | --------------------- | ------------- | -------- | -------- | -------- | -------- | -------- | -------- | -------- |
| Yupanqui          | 0 - 1     | Cañuelas        | Juan Antonio Arias    | 25 de octubre | 11:00    |          |          |          |          |          |          |
| Central Ballester | 0 - 0     | Leandro N. Alem | Colegiales            | 26 de octubre | 15:30    |          |          |          |          |          |          |
| Sportivo Barracas | 3 - 0     | Claypole        | República de Italia   | 26 de octubre | 15:30    |          |          |          |          |          |          |
| Puerto Nuevo      | 2 - 2     | El Porvenir     | Rubén Carlos Vallejos | 26 de octubre | 15:45    |          |          |          |          |          |          |
| Libre: Lugano     |           |                 |                       |               |          |          |          |          |          |          |          |

| Fecha 16        | Fecha 16  | Fecha 16          | Fecha 16                   | Fecha 16       | Fecha 16 | Fecha 16 | Fecha 16 | Fecha 16 | Fecha 16 | Fecha 16 | Fecha 16 |
| Local           | Resultado | Visitante         | Estadio                    | Fecha          | Hora     |          |          |          |          |          |          |
| --------------- | --------- | ----------------- | -------------------------- | -------------- | -------- | -------- | -------- | -------- | -------- | -------- | -------- |
| El Porvenir     | 4 - 1     | Central Ballester | Gildo Francisco Ghersinich | 1 de noviembre | 11:00    |          |          |          |          |          |          |
| Leandro N. Alem | 0 - 0     | Yupanqui          | Carlos Barraza             | 1 de noviembre | 15:30    |          |          |          |          |          |          |
| Cañuelas        | 1 - 0     | Sportivo Barracas | Jose Alfredo Arín          | 1 de noviembre | 15:30    |          |          |          |          |          |          |
| Lugano          | 3 - 0     | Puerto Nuevo      | José María Moraños         | 1 de noviembre | 15:30    |          |          |          |          |          |          |
| Libre: Claypole |           |                   |                            |                |          |          |          |          |          |          |          |

| Fecha 17            | Fecha 17  | Fecha 17        | Fecha 17            | Fecha 17       | Fecha 17 | Fecha 17 | Fecha 17 | Fecha 17 | Fecha 17 | Fecha 17 | Fecha 17 |
| Local               | Resultado | Visitante       | Estadio             | Fecha          | Hora     |          |          |          |          |          |          |
| ------------------- | --------- | --------------- | ------------------- | -------------- | -------- | -------- | -------- | -------- | -------- | -------- | -------- |
| Yupanqui            | 0 - 5     | El Porvenir     | Juan Antonio Arias  | 8 de noviembre | 12:00    |          |          |          |          |          |          |
| Sportivo Barracas   | 1 - 0     | Leandro N. Alem | República de Italia | 8 de noviembre | 20:00    |          |          |          |          |          |          |
| Central Ballester   | 0 - 1     | Lugano          | Colegiales          | 9 de noviembre | 15:30    |          |          |          |          |          |          |
| Claypole            | 0 - 2     | Cañuelas        | José María Moraños  | 9 de noviembre | 15:40    |          |          |          |          |          |          |
| Libre: Puerto Nuevo |           |                 |                     |                |          |          |          |          |          |          |          |

| Fecha 18        | Fecha 18  | Fecha 18          | Fecha 18                   | Fecha 18        | Fecha 18 | Fecha 18 | Fecha 18 | Fecha 18 | Fecha 18 | Fecha 18 | Fecha 18 |
| Local           | Resultado | Visitante         | Estadio                    | Fecha           | Hora     |          |          |          |          |          |          |
| --------------- | --------- | ----------------- | -------------------------- | --------------- | -------- | -------- | -------- | -------- | -------- | -------- | -------- |
| Lugano          | 1 - 0     | Yupanqui          | José María Moraños         | 15 de noviembre | 17:00    |          |          |          |          |          |          |
| El Porvenir     | 1 - 2     | Sportivo Barracas | Gildo Francisco Ghersinich | 15 de noviembre | 17:00    |          |          |          |          |          |          |
| Leandro N. Alem | 1 - 0     | Claypole          | Carlos Barraza             | 15 de noviembre | 17:10    |          |          |          |          |          |          |
| Puerto Nuevo    | 2 - 3     | Central Ballester | Rubén Carlos Vallejos      | 16 de noviembre | 17:05    |          |          |          |          |          |          |
| Libre: Cañuelas |           |                   |                            |                 |          |          |          |          |          |          |          |

### Partido de desempate del primer puesto
| Cañuelas                          | 2 - 0 | Sportivo Barracas | Chacarita Juniors | 20 de noviembre | 17:00 |
| Cañuelas ascendió a la Primera C. |       |                   |                   |                 |       |

## Zona B

### Tabla de posiciones final
| Pos | Equipo               | Pts | PJ | PG | PE | PP | GF | GC | Dif |
| --- | -------------------- | --- | -- | -- | -- | -- | -- | -- | --- |
| 1.º | San Martín (B)       | 37  | 16 | 11 | 4  | 1  | 29 | 8  | 21  |
| 2.º | Atlas                | 35  | 16 | 11 | 2  | 3  | 22 | 7  | 15  |
| 3.º | San Miguel           | 30  | 16 | 9  | 3  | 4  | 28 | 14 | 14  |
| 4.º | Ituzaingó            | 23  | 16 | 6  | 5  | 5  | 18 | 16 | 2   |
| 5.º | Liniers              | 22  | 16 | 5  | 7  | 4  | 15 | 13 | 2   |
| 6.º | Argentino de Rosario | 21  | 16 | 6  | 3  | 7  | 16 | 24 | -8  |
| 7.º | Centro Español       | 16  | 16 | 4  | 4  | 8  | 13 | 26 | -13 |
| 8.º | Victoriano Arenas    | 14  | 16 | 3  | 5  | 8  | 7  | 15 | -8  |
| 9.º | Muñiz                | 1   | 16 | 0  | 1  | 15 | 3  | 28 | -25 |

|  |

|  |                                                        |
|  | Ascendió a la Primera C                                |
|  | Participaron del torneo reducido por el tercer ascenso |

#### Evolución de las posiciones
| Equipo / Jornada     |      |      |      |      |      |      |      |      |      |      |      |      |      |      |      |      |      |      |
| Equipo / Jornada     | 01   | 02   | 03   | 04   | 05   | 06   | 07   | 08   | 09   | 10   | 11   | 12   | 13   | 14   | 15   | 16   | 17   | 18   |
| -------------------- | ---- | ---- | ---- | ---- | ---- | ---- | ---- | ---- | ---- | ---- | ---- | ---- | ---- | ---- | ---- | ---- | ---- | ---- |
| Argentino de Rosario | 03.º | 03.º | 05.º | 05.º | 04.º | 04.º | 05.º | 04.º | 04.º | 06.º | 06.º | 05.º | 05.º | 06.º | 06.º | 06.º | 04.º | 05.º |
| Atlas                | 05.º | 05.º | 03.º | 03.º | 02.º | 02.º | 03.º | 03.º | 03.º | 03.º | 03.º | 02.º | 02.º | 02.º | 02.º | 02.º | 02.º | 02.º |
| Centro Español       | 09.º | 09.º | 09.º | 06.º | 06.º | 06.º | 04.º | 05.º | 06.º | 07.º | 07.º | 07.º | 07.º | 08.º | 07.º | 07.º | 07.º | 07.º |
| Muñiz                | 07.º | 07.º | 08.º | 09.º | 09.º | 09.º | 09.º | 09.º | 09.º | 09.º | 09.º | 09.º | 09.º | 09.º | 09.º | 09.º | 09.º | 09.º |
| Ituzaingó            | 06.º | 06.º | 06.º | 07.º | 07.º | 07.º | 08.º | 07.º | 07.º | 05.º | 05.º | 06.º | 06.º | 05.º | 05.º | 04.º | 05.º | 04.º |
| Liniers              | 04.º | 04.º | 04.º | 04.º | 05.º | 05.º | 06.º | 06.º | 05.º | 04.º | 04.º | 04.º | 04.º | 04.º | 04.º | 05.º | 06.º | 06.º |
| San Martín (B)       | 02.º | 02.º | 02.º | 02.º | 03.º | 03.º | 02.º | 02.º | 01.º | 01.º | 01.º | 01.º | 01.º | 01.º | 01.º | 01.º | 01.º | 01.º |
| San Miguel           | 01.º | 01.º | 01.º | 01.º | 01.º | 01.º | 01.º | 01.º | 02.º | 02.º | 02.º | 03.º | 03.º | 03.º | 03.º | 03.º | 03.º | 03.º |
| Victoriano Arenas    | 08.º | 08.º | 07.º | 08.º | 08.º | 08.º | 07.º | 08.º | 08.º | 08.º | 08.º | 08.º | 08.º | 07.º | 08.º | 08.º | 08.º | 08.º |

| 1. |

### Resultados
| Fecha 1        | Fecha 1   | Fecha 1              | Fecha 1             | Fecha 1      | Fecha 1 | Fecha 1 | Fecha 1 | Fecha 1 | Fecha 1 | Fecha 1 | Fecha 1 |
| Local          | Resultado | Visitante            | Estadio             | Fecha        | Hora    |         |         |         |         |         |         |
| -------------- | --------- | -------------------- | ------------------- | ------------ | ------- | ------- | ------- | ------- | ------- | ------- | ------- |
| Ituzaingó      | 1 - 2     | Argentino de Rosario | Ituzaingó           | 9 de agosto  | 15:30   |         |         |         |         |         |         |
| San Martín (B) | 2 - 0     | Victoriano Arenas    | Francisco Boga      | 9 de agosto  | 15:30   |         |         |         |         |         |         |
| San Miguel     | 4 - 0     | Centro Español       | Malvinas Argentinas | 11 de agosto | 15:30   |         |         |         |         |         |         |
| Liniers        | 1 - 0     | Muñiz                | Juan Antonio Arias  | 11 de agosto | 15:30   |         |         |         |         |         |         |
| Libre: Atlas   |           |                      |                     |              |         |         |         |         |         |         |         |

| Fecha 2              | Fecha 2   | Fecha 2        | Fecha 2            | Fecha 2      | Fecha 2 | Fecha 2 | Fecha 2 | Fecha 2 | Fecha 2 | Fecha 2 | Fecha 2 |
| Local                | Resultado | Visitante      | Estadio            | Fecha        | Hora    |         |         |         |         |         |         |
| -------------------- | --------- | -------------- | ------------------ | ------------ | ------- | ------- | ------- | ------- | ------- | ------- | ------- |
| Centro Español       | 0 - 2     | San Martín (B) | Juan Antonio Arias | 15 de agosto | 15:30   |         |         |         |         |         |         |
| Victoriano Arenas    | 0 - 1     | Atlas          | Saturnino Moure    | 16 de agosto | 15:30   |         |         |         |         |         |         |
| Argentino de Rosario | 1 - 1     | Liniers        | José María Olaeta  | 16 de agosto | 15:30   |         |         |         |         |         |         |
| Muñiz                | 0 - 1     | San Miguel     | José María Moraños | 17 de agosto | 15:30   |         |         |         |         |         |         |
| Libre: Ituzaingó     |           |                |                    |              |         |         |         |         |         |         |         |

| Fecha 3                  | Fecha 3   | Fecha 3              | Fecha 3                   | Fecha 3      | Fecha 3 | Fecha 3 | Fecha 3 | Fecha 3 | Fecha 3 | Fecha 3 | Fecha 3 |
| Local                    | Resultado | Visitante            | Estadio                   | Fecha        | Hora    |         |         |         |         |         |         |
| ------------------------ | --------- | -------------------- | ------------------------- | ------------ | ------- | ------- | ------- | ------- | ------- | ------- | ------- |
| Liniers                  | 1 - 1     | Ituzaingó            | Juan Antonio Arias        | 19 de agosto | 15:30   |         |         |         |         |         |         |
| Atlas                    | 2 - 0     | Centro Español       | Monumental de Villa Lynch | 20 de agosto | 15:30   |         |         |         |         |         |         |
| San Martín (B)           | 2 - 0     | Muñiz                | Francisco Boga            | 20 de agosto | 15:30   |         |         |         |         |         |         |
| San Miguel               | 2 - 0     | Argentino de Rosario | Malvinas Argentinas       | 20 de agosto | 15:30   |         |         |         |         |         |         |
| Libre: Victoriano Arenas |           |                      |                           |              |         |         |         |         |         |         |         |

| Fecha 4              | Fecha 4   | Fecha 4           | Fecha 4            | Fecha 4      | Fecha 4 | Fecha 4 | Fecha 4 | Fecha 4 | Fecha 4 | Fecha 4 | Fecha 4 |
| Local                | Resultado | Visitante         | Estadio            | Fecha        | Hora    |         |         |         |         |         |         |
| -------------------- | --------- | ----------------- | ------------------ | ------------ | ------- | ------- | ------- | ------- | ------- | ------- | ------- |
| Muñiz                | 1 - 2     | Atlas             | José María Moraños | 23 de agosto | 15:30   |         |         |         |         |         |         |
| Ituzaingó            | 1 - 2     | San Miguel        | Ituzaingó          | 23 de agosto | 15:30   |         |         |         |         |         |         |
| Argentino de Rosario | 2 - 2     | San Martín (B)    | José María Olaeta  | 24 de agosto | 15:30   |         |         |         |         |         |         |
| Centro Español       | 1 - 0     | Victoriano Arenas | Juan Antonio Arias | 24 de agosto | 15:30   |         |         |         |         |         |         |
| Libre: Liniers       |           |                   |                    |              |         |         |         |         |         |         |         |

| Fecha 5               | Fecha 5   | Fecha 5              | Fecha 5             | Fecha 5      | Fecha 5 | Fecha 5 | Fecha 5 | Fecha 5 | Fecha 5 | Fecha 5 | Fecha 5 |
| Local                 | Resultado | Visitante            | Estadio             | Fecha        | Hora    |         |         |         |         |         |         |
| --------------------- | --------- | -------------------- | ------------------- | ------------ | ------- | ------- | ------- | ------- | ------- | ------- | ------- |
| San Miguel            | 3 - 0     | Liniers              | Malvinas Argentinas | 26 de agosto | 15:30   |         |         |         |         |         |         |
| San Martín (B)        | 0 - 0     | Ituzaingó            | Francisco Boga      | 27 de agosto | 15:30   |         |         |         |         |         |         |
| Atlas                 | 2 - 1     | Argentino de Rosario | Ricardo Puga        | 27 de agosto | 15:30   |         |         |         |         |         |         |
| Victoriano Arenas     | 0 - 0     | Muñiz                | Saturnino Moure     | 27 de agosto | 15:30   |         |         |         |         |         |         |
| Libre: Centro Español |           |                      |                     |              |         |         |         |         |         |         |         |

| Fecha 6              | Fecha 6   | Fecha 6           | Fecha 6            | Fecha 6      | Fecha 6 | Fecha 6 | Fecha 6 | Fecha 6 | Fecha 6 | Fecha 6 | Fecha 6 |
| Local                | Resultado | Visitante         | Estadio            | Fecha        | Hora    |         |         |         |         |         |         |
| -------------------- | --------- | ----------------- | ------------------ | ------------ | ------- | ------- | ------- | ------- | ------- | ------- | ------- |
| Ituzaingó            | 0 - 1     | Atlas             | Ituzaingó          | 30 de agosto | 11:00   |         |         |         |         |         |         |
| Liniers              | 0 - 0     | San Martín (B)    | Juan Antonio Arias | 30 de agosto | 15:30   |         |         |         |         |         |         |
| Muñiz                | 0 - 2     | Centro Español    | José María Moraños | 30 de agosto | 15:30   |         |         |         |         |         |         |
| Argentino de Rosario | 2 - 1     | Victoriano Arenas | José María Olaeta  | 31 de agosto | 15:30   |         |         |         |         |         |         |
| Libre: San Miguel    |           |                   |                    |              |         |         |         |         |         |         |         |

| Fecha 7           | Fecha 7   | Fecha 7              | Fecha 7            | Fecha 7         | Fecha 7 | Fecha 7 | Fecha 7 | Fecha 7 | Fecha 7 | Fecha 7 | Fecha 7 |
| Local             | Resultado | Visitante            | Estadio            | Fecha           | Hora    |         |         |         |         |         |         |
| ----------------- | --------- | -------------------- | ------------------ | --------------- | ------- | ------- | ------- | ------- | ------- | ------- | ------- |
| Victoriano Arenas | 2 - 0     | Ituzaingó            | Saturnino Moure    | 6 de septiembre | 15:30   |         |         |         |         |         |         |
| Atlas             | 2 - 0     | Liniers              | Ricardo Puga       | 6 de septiembre | 15:30   |         |         |         |         |         |         |
| Centro Español    | 4 - 0     | Argentino de Rosario | Juan Antonio Arias | 7 de septiembre | 15:30   |         |         |         |         |         |         |
| San Martín (B)    | 3 - 1     | San Miguel           | Francisco Boga     | 8 de septiembre | 15:30   |         |         |         |         |         |         |
| Libre: Muñiz      |           |                      |                    |                 |         |         |         |         |         |         |         |

| Fecha 8               | Fecha 8   | Fecha 8           | Fecha 8             | Fecha 8          | Fecha 8 | Fecha 8 | Fecha 8 | Fecha 8 | Fecha 8 | Fecha 8 | Fecha 8 |
| Local                 | Resultado | Visitante         | Estadio             | Fecha            | Hora    |         |         |         |         |         |         |
| --------------------- | --------- | ----------------- | ------------------- | ---------------- | ------- | ------- | ------- | ------- | ------- | ------- | ------- |
| Liniers               | 0 - 0     | Victoriano Arenas | Juan Antonio Arias  | 13 de septiembre | 11:00   |         |         |         |         |         |         |
| Argentino de Rosario  | 1 - 0     | Muñiz             | José María Olaeta   | 13 de septiembre | 15:30   |         |         |         |         |         |         |
| San Miguel            | 2 - 1     | Atlas             | Malvinas Argentinas | 15 de septiembre | 15:30   |         |         |         |         |         |         |
| Ituzaingó             | 3 - 0     | Centro Español    | Ituzaingó           | 17 de septiembre | 15:30   |         |         |         |         |         |         |
| Libre: San Martín (B) |           |                   |                     |                  |         |         |         |         |         |         |         |

| Fecha 9                     | Fecha 9   | Fecha 9        | Fecha 9            | Fecha 9          | Fecha 9 | Fecha 9 | Fecha 9 | Fecha 9 | Fecha 9 | Fecha 9 | Fecha 9 |
| Local                       | Resultado | Visitante      | Estadio            | Fecha            | Hora    |         |         |         |         |         |         |
| --------------------------- | --------- | -------------- | ------------------ | ---------------- | ------- | ------- | ------- | ------- | ------- | ------- | ------- |
| Victoriano Arenas           | 2 - 0     | San Miguel     | Saturnino Moure    | 20 de septiembre | 15:30   |         |         |         |         |         |         |
| Atlas                       | 0 - 1     | San Martín (B) | Ricardo Puga       | 20 de septiembre | 15:30   |         |         |         |         |         |         |
| Centro Español              | 0 - 4     | Liniers        | Ricardo Puga       | 21 de septiembre | 15:30   |         |         |         |         |         |         |
| Muñiz                       | 0 - 1     | Ituzaingó      | Juan Antonio Arias | 21 de septiembre | 15:30   |         |         |         |         |         |         |
| Libre: Argentino de Rosario |           |                |                    |                  |         |         |         |         |         |         |         |

| Fecha 10             | Fecha 10  | Fecha 10       | Fecha 10            | Fecha 10         | Fecha 10 | Fecha 10 | Fecha 10 | Fecha 10 | Fecha 10 | Fecha 10 | Fecha 10 |
| Local                | Resultado | Visitante      | Estadio             | Fecha            | Hora     |          |          |          |          |          |          |
| -------------------- | --------- | -------------- | ------------------- | ---------------- | -------- | -------- | -------- | -------- | -------- | -------- | -------- |
| Argentino de Rosario | 1 - 2     | Ituzaingó      | José María Olaeta   | 27 de septiembre | 15:30    |          |          |          |          |          |          |
| Victoriano Arenas    | 0 - 2     | San Martín (B) | Saturnino Moure     | 28 de septiembre | 11:00    |          |          |          |          |          |          |
| Centro Español       | 0 - 0     | San Miguel     | Juan Antonio Arias  | 28 de septiembre | 11:00    |          |          |          |          |          |          |
| Muñiz                | 0 - 2     | Liniers        | Malvinas Argentinas | 29 de septiembre | 15:30    |          |          |          |          |          |          |
| Libre: Atlas         |           |                |                     |                  |          |          |          |          |          |          |          |

| Fecha 11         | Fecha 11  | Fecha 11             | Fecha 11            | Fecha 11     | Fecha 11 | Fecha 11 | Fecha 11 | Fecha 11 | Fecha 11 | Fecha 11 | Fecha 11 |
| Local            | Resultado | Visitante            | Estadio             | Fecha        | Hora     |          |          |          |          |          |          |
| ---------------- | --------- | -------------------- | ------------------- | ------------ | -------- | -------- | -------- | -------- | -------- | -------- | -------- |
| San Miguel       | 4 - 0     | Muñiz                | Malvinas Argentinas | 3 de octubre | 15:30    |          |          |          |          |          |          |
| San Martín (B)   | 2 - 0     | Centro Español       | Francisco Boga      | 3 de octubre | 15:30    |          |          |          |          |          |          |
| Atlas            | 3 - 0     | Victoriano Arenas    | Ricardo Puga        | 3 de octubre | 15:30    |          |          |          |          |          |          |
| Liniers          | 2 - 1     | Argentino de Rosario | Juan Antonio Arias  | 4 de octubre | 15:30    |          |          |          |          |          |          |
| Libre: Ituzaingó |           |                      |                     |              |          |          |          |          |          |          |          |

| Fecha 12                 | Fecha 12  | Fecha 12       | Fecha 12              | Fecha 12     | Fecha 12 | Fecha 12 | Fecha 12 | Fecha 12 | Fecha 12 | Fecha 12 | Fecha 12 |
| Local                    | Resultado | Visitante      | Estadio               | Fecha        | Hora     |          |          |          |          |          |          |
| ------------------------ | --------- | -------------- | --------------------- | ------------ | -------- | -------- | -------- | -------- | -------- | -------- | -------- |
| Muñiz                    | 0 - 3     | San Martín (B) | Rubén Carlos Vallejos | 8 de octubre | 15:30    |          |          |          |          |          |          |
| Centro Español           | 0 - 1     | Atlas          | Juan Antonio Arias    | 8 de octubre | 15:30    |          |          |          |          |          |          |
| Ituzaingó                | 0 - 0     | Liniers        | Ituzaingó             | 8 de octubre | 15:30    |          |          |          |          |          |          |
| Argentino de Rosario     | 1 - 0     | San Miguel     | José María Olaeta     | 8 de octubre | 16:25    |          |          |          |          |          |          |
| Libre: Victoriano Arenas |           |                |                       |              |          |          |          |          |          |          |          |

| Fecha 13          | Fecha 13  | Fecha 13             | Fecha 13            | Fecha 13      | Fecha 13 | Fecha 13 | Fecha 13 | Fecha 13 | Fecha 13 | Fecha 13 | Fecha 13 |
| Local             | Resultado | Visitante            | Estadio             | Fecha         | Hora     |          |          |          |          |          |          |
| ----------------- | --------- | -------------------- | ------------------- | ------------- | -------- | -------- | -------- | -------- | -------- | -------- | -------- |
| Atlas             | 2 - 0     | Muñiz                | Ricardo Puga        | 11 de octubre | 15:30    |          |          |          |          |          |          |
| Victoriano Arenas | 1 - 1     | Centro Español       | Saturnino Moure     | 11 de octubre | 15:30    |          |          |          |          |          |          |
| San Martín (B)    | 3 - 0     | Argentino de Rosario | Francisco Boga      | 12 de octubre | 15:30    |          |          |          |          |          |          |
| San Miguel        | 4 - 2     | Ituzaingó            | Malvinas Argentinas | 13 de octubre | 15:30    |          |          |          |          |          |          |
| Libre: Liniers    |           |                      |                     |               |          |          |          |          |          |          |          |

| Fecha 14              | Fecha 14  | Fecha 14          | Fecha 14              | Fecha 14      | Fecha 14 | Fecha 14 | Fecha 14 | Fecha 14 | Fecha 14 | Fecha 14 | Fecha 14 |
| Local                 | Resultado | Visitante         | Estadio               | Fecha         | Hora     |          |          |          |          |          |          |
| --------------------- | --------- | ----------------- | --------------------- | ------------- | -------- | -------- | -------- | -------- | -------- | -------- | -------- |
| Liniers               | 1 - 1     | San Miguel        | Juan Antonio Arias    | 18 de octubre | 15:30    |          |          |          |          |          |          |
| Argentino de Rosario  | 0 - 2     | Atlas             | José María Olaeta     | 18 de octubre | 15:50    |          |          |          |          |          |          |
| Ituzaingó             | 2 - 1     | San Martín (B)    | Ituzaingó             | 19 de octubre | 11:00    |          |          |          |          |          |          |
| Muñiz                 | 0 - 1     | Victoriano Arenas | Rubén Carlos Vallejos | 19 de octubre | 15:30    |          |          |          |          |          |          |
| Libre: Centro Español |           |                   |                       |               |          |          |          |          |          |          |          |

| Fecha 15          | Fecha 15  | Fecha 15             | Fecha 15           | Fecha 15      | Fecha 15 | Fecha 15 | Fecha 15 | Fecha 15 | Fecha 15 | Fecha 15 | Fecha 15 |
| Local             | Resultado | Visitante            | Estadio            | Fecha         | Hora     |          |          |          |          |          |          |
| ----------------- | --------- | -------------------- | ------------------ | ------------- | -------- | -------- | -------- | -------- | -------- | -------- | -------- |
| Atlas             | 0 - 1     | Ituzaingó            | Ricardo Puga       | 26 de octubre | 11:00    |          |          |          |          |          |          |
| Victoriano Arenas | 0 - 1     | Argentino de Rosario | Saturnino Moure    | 26 de octubre | 15:30    |          |          |          |          |          |          |
| Centro Español    | 2 - 1     | Muñiz                | Juan Antonio Arias | 26 de octubre | 15:35    |          |          |          |          |          |          |
| San Martín (B)    | 2 - 0     | Liniers              | Francisco Boga     | 27 de octubre | 15:30    |          |          |          |          |          |          |
| Libre: San Miguel |           |                      |                    |               |          |          |          |          |          |          |          |

| Fecha 16             | Fecha 16  | Fecha 16          | Fecha 16              | Fecha 16        | Fecha 16 | Fecha 16 | Fecha 16 | Fecha 16 | Fecha 16 | Fecha 16 | Fecha 16 |
| Local                | Resultado | Visitante         | Estadio               | Fecha           | Hora     |          |          |          |          |          |          |
| -------------------- | --------- | ----------------- | --------------------- | --------------- | -------- | -------- | -------- | -------- | -------- | -------- | -------- |
| Liniers              | 0 - 2     | Atlas             | Juan Antonio Arias    | 1 de noviembre  | 11:00    |          |          |          |          |          |          |
| Argentino de Rosario | 2 - 2     | Centro Español    | José María Olaeta     | 2 de noviembre  | 15:30    |          |          |          |          |          |          |
| San Miguel           | 2 - 3     | San Martín (B)    | Malvinas Argentinas   | 5 de noviembre  | 15:30    |          |          |          |          |          |          |
| Ituzaingó            | 0 - 0     | Victoriano Arenas | Rubén Carlos Vallejos | 21 de noviembre | 17:45    |          |          |          |          |          |          |
| Libre: Muñiz         |           |                   |                       |                 |          |          |          |          |          |          |          |

| Fecha 17              | Fecha 17  | Fecha 17             | Fecha 17              | Fecha 17        | Fecha 17 | Fecha 17 | Fecha 17 | Fecha 17 | Fecha 17 | Fecha 17 | Fecha 17 |
| Local                 | Resultado | Visitante            | Estadio               | Fecha           | Hora     |          |          |          |          |          |          |
| --------------------- | --------- | -------------------- | --------------------- | --------------- | -------- | -------- | -------- | -------- | -------- | -------- | -------- |
| Victoriano Arenas     | 0 - 0     | Liniers              | Saturnino Moure       | 8 de noviembre  | 11:00    |          |          |          |          |          |          |
| Centro Español        | 1 - 1     | Ituzaingó            | Juan Antonio Arias    | 9 de noviembre  | 15:30    |          |          |          |          |          |          |
| Muñiz                 | 0 - 1     | Argentino de Rosario | Rubén Carlos Vallejos | 9 de noviembre  | 15:30    |          |          |          |          |          |          |
| Atlas                 | 0 - 0     | San Miguel           | Ricardo Puga          | 11 de noviembre | 17:00    |          |          |          |          |          |          |
| Libre: San Martín (B) |           |                      |                       |                 |          |          |          |          |          |          |          |

| Fecha 18                    | Fecha 18  | Fecha 18          | Fecha 18              | Fecha 18        | Fecha 18 | Fecha 18 | Fecha 18 | Fecha 18 | Fecha 18 | Fecha 18 | Fecha 18 |
| Local                       | Resultado | Visitante         | Estadio               | Fecha           | Hora     |          |          |          |          |          |          |
| --------------------------- | --------- | ----------------- | --------------------- | --------------- | -------- | -------- | -------- | -------- | -------- | -------- | -------- |
| San Miguel                  | 2 - 0     | Victoriano Arenas | Malvinas Argentinas   | 15 de noviembre | 17:00    |          |          |          |          |          |          |
| Liniers                     | 3 - 0     | Centro Español    | Juan Antonio Arias    | 16 de noviembre | 17:00    |          |          |          |          |          |          |
| San Martín (B)              | 1 - 1     | Atlas             | Francisco Boga        | 17 de noviembre | 17:00    |          |          |          |          |          |          |
| Ituzaingó                   | 3 - 1     | Muñiz             | Rubén Carlos Vallejos | 17 de noviembre | 17:00    |          |          |          |          |          |          |
| Libre: Argentino de Rosario |           |                   |                       |                 |          |          |          |          |          |          |          |

## Torneo reducido por el tercer ascenso
Los equipos ubicados en el 2.º y 3.º lugar de cada zona participaron del Reducido. El mismo consistió en un torneo por eliminación directa a doble partido. En semifinales, el 2.º de la Zona A enfrentó al 3.º de la Zona B, y el 2.º de la B al 3.º de la A. En ambas oportunidades, el 2.º definió como local.
Los ganadores se enfrentaron en la final, también a doble partido, siendo local en el encuentro de vuelta el equipo que obtuvo mejor posición en su zona. Como se dio el caso de que se enfrentaron 3.º contra 3.º, el desempate por la localía en el partido de vuelta se definió según cantidad de puntos obtenidos, mayor diferencia de gol y cantidad de goles a favor en la fase regular. El vencedor obtuvo el tercer ascenso a la Primera C.
En caso de igualdad de puntos y diferencia de gol, se decidió al ganador de los enfrentamientos por medio de tiros desde el punto penal.
|  | Semifinales           | Semifinales           | Semifinales           |   |            | Final               | Final               | Final               |  |
|  | 23 al 29 de noviembre | 23 al 29 de noviembre | 23 al 29 de noviembre |   |            | 6 y 13 de diciembre | 6 y 13 de diciembre | 6 y 13 de diciembre |  |
|  |                       |                       |                       |   |            |                     |                     |                     |  |
|  |                       |                       |                       |   |            |                     |                     |                     |  |
|  | Sportivo Barracas     | 0                     | 1(1)                  |   |            |                     |                     |                     |  |
|  | Sportivo Barracas     | 0                     | 1(1)                  |   |            |                     |                     |                     |  |
|  | San Miguel            | 1                     | 0(3)                  |   |            |                     |                     |                     |  |
|  | San Miguel            | 1                     | 0(3)                  |   | San Miguel | 0                   | 2(6)                |                     |  |
|  |                       |                       |                       |   | San Miguel | 0                   | 2(6)                |                     |  |
|  |                       |                       | Leandro N. Alem       | 2 | 0(5)       |                     |                     |                     |  |
|  | Atlas                 | 0                     | Leandro N. Alem       | 2 | 0(5)       | 0                   |                     |                     |  |
|  | Atlas                 | 0                     |                       |   |            | 0                   |                     |                     |  |
|  | Leandro N. Alem       | 2                     | 2                     |   |            |                     |                     |                     |  |
|  | Leandro N. Alem       | 2                     | 2                     |   |            |                     |                     |                     |  |
|  |                       |                       |                       |   |            |                     |                     |                     |  |

- Nota: En cada llave, el equipo ubicado en la primera línea es el que ejerció la localía en el partido de vuelta.

### Semifinales
| 24 de noviembre, 17:00 | San Miguel   | 1:0 (1:0) | Sportivo Barracas | Malvinas Argentinas, Los Polvorines                      |                                                          |
|                        | Coronado 30' | Reporte   |                   | Asistencia: 7000 espectadores Árbitro(s): Gonzalo Beloso | Asistencia: 7000 espectadores Árbitro(s): Gonzalo Beloso |

| 29 de noviembre, 17:00 | Sportivo Barracas                                                     | 1:0 (0:0) (1:3 p.)         | San Miguel                                                              | República de Italia, Ciudad Evita |                             |
|                        | Sánchez 66'                                                           | Reporte                    |                                                                         | Árbitro(s): Diego Molinelli       | Árbitro(s): Diego Molinelli |
|                        |                                                                       | Tiros desde el punto penal |                                                                         |                                   |                             |
|                        | Kevin Juan · Maximiliano Montenegro · Ezequiel Sánchez · Carlos Tapia |                            | Esteban Carmenini · Ariel Kippes · Gerardo Bruselario · Daniel Pastrana |                                   |                             |

| 23 de noviembre, 17:00 | Leandro N. Alem               | 2:0 (2:0) | Atlas | Carlos Barraza, Pilar             |                                   |
|                        | Kulich 4' · Costa Repetto 25' | Reporte   |       | Árbitro(s): Maximiliano Rodríguez | Árbitro(s): Maximiliano Rodríguez |

| 29 de noviembre, 17:00 | Atlas | 0:2 (0:1) | Leandro N. Alem                    | Ricardo Puga, General Rodríguez |                          |
|                        |       | Reporte   | Dell Arciprett 31' · Centurión 56' | Árbitro(s): Tomás Diulio        | Árbitro(s): Tomás Diulio |

### Final
| 6 de diciembre, 17:00 | Leandro N. Alem                     | 2:0 (0:0) | San Miguel | Carlos Barraza, Pilar                                    |                                                          |
|                       | Randazzo 51' (pen.) · Centurión 61' | Reporte   |            | Asistencia: 100 espectadores Árbitro(s): Mariano Negrete | Asistencia: 100 espectadores Árbitro(s): Mariano Negrete |

| 13 de diciembre, 17:00 | San Miguel                                                                      | 2:0 (1:0) (6:5 p.)         | Leandro N. Alem                                                            | Malvinas Argentinas, Los Polvorines                          |                                                              |
|                        | Pons 42' · Bernabe 59'                                                          | Reporte                    |                                                                            | Asistencia: 10000 espectadores Árbitro(s): Yael Falcon Pérez | Asistencia: 10000 espectadores Árbitro(s): Yael Falcon Pérez |
|                        |                                                                                 | Tiros desde el punto penal |                                                                            |                                                              |                                                              |
|                        | Chávez · Bruselario · Pastrana · Fiscella · Pons · Coronado · Kippes · Liporace |                            | Ubiría · Randazzo · Acuña · Correa · Centurión · Ramasco · Molina · Aragón |                                                              |                                                              |

## Tabla de descenso
En esta temporada no hubo descensos. Los puntos obtenidos en la misma fueron tenidos en cuenta a partir de la siguiente.

## Goleadores
| Pos. | Jugador              | Jugador          | Equipo       | Goles |
| ---- | -------------------- | ---------------- | ------------ | ----- |
| 1.º  | Bandera de Argentina | Fernando Sánchez | Cañuelas     | 17    |
| 2.º  | Bandera de Argentina | Matías Greco     | Puerto Nuevo | 12    |
| 2.º  | Bandera de Argentina | Jonathan Recchia | El Porvenir  | 12    |
| 3.º  | Bandera de Argentina | Luciano Pons     | San Miguel   | 9     |
| 4.º  | Bandera de Argentina | Guillermo Correa | El Porvenir  | 8     |
| 4.º  | Bandera de Argentina | Hernán González  | Atlas        | 8     |